# 1264
Évszázadok: 12. század – 13. század – 14. század
Évtizedek: 1210-es évek – 1220-as évek – 1230-as évek – 1240-es évek – 1250-es évek – 1260-as évek – 1270-es évek – 1280-as évek – 1290-es évek – 1300-as évek – 1310-es évek
Évek: 1259 – 1260 – 1261 – 1262 –  1263 – 1264 – 1265 – 1266 – 1267 – 1268 – 1269

## Események

### Határozott dátumú események
- május 14. – Simon de Montfort serege a lewes-i csatában vereséget mér a királyra, a csatában III. Henrik angol király is fogságba esik.[1]
- augusztus 16. –  Jámbor Boleszláv herceg(wd) kibocsátja a zsidókat védő kaliszi statútumot.[2][3]
- október 25. – IV. Béla magyar király kisebbik fia, Béla herceg feleségül veszi Kunigunda brandenburgi hercegnőt, II. Ottokár cseh király unokahúgát.

### Határozatlan dátumú események
- az év folyamán –
  - IV. Béla elhatározza, hogy megfosztja fiát Istvánt tartományaitól és trónutódlási jogától, erre István fegyverrel támad apja ellen.
  - I. Jakab aragóniai király visszafoglalja Orihuelát a móroktól.

## Születések
- V. Kelemen pápa (bizonytalan dátum) († 1314)[4]

## Halálozások
- október 2. – IV. Orbán pápa (* 1200 körül)[5]